# Julian Czerkawski
Julian Czerkawski (12. ledna 1831 – 5. září 1911 Didyliv, Lvovská oblast) byl rakouský lékař a politik polské národnosti z Haliče, v 2. polovině 19. století poslanec Říšské rady.

## Biografie
O jeho mládí chybí obsáhlejší informace. Pocházel ze šlechtické rodiny. Rád cestoval, oblíbil si Černou Horu. Profesně působil jako lékař. Byl veřejně a politicky aktivní. Patřil do konzervativní skupiny východohaličských polských politiků, zvané Podolacy. Odmítal liberalismus, který pro něj byl spojen s centralistickým pojetím státu. Názorově ho ovlivnil Antoni Zygmunt Helcel, se kterým se potkal v 60. letech, nejprve jako mladý lékař, později jako osobní přítel.
V letech 1871–1879 byl členem lvovské městské rady. Do Haličského zemského sněmu nekandidoval, protože zastával názor, že pro prosazování zájmů Haliče je významnější platformou Říšská rada ve Vídni. Do Říšské rady (celostátního parlamentu) usedl v doplňovacích volbách roku 1874 za kurii městskou v Haliči, obvod Lvov. Slib složil 3. února 1874. Zpočátku byl spojencem vlivného redaktora lvovského listu Gazeta Narodowa Jana Dobrzańského, později se s ním názorově rozešel. Rezignaci oznámil na schůzi 12. ledna 1878. Do parlamentu se vrátil ve volbách roku 1879, nyní za velkostatkářskou kurii v Haliči. V roce 1874 se uvádí jako praktický lékař, bytem Lvov. V Říšské radě byl členem poslanecké frakce Polský klub a patřil mezi hlavní spolupracovníky Kazimierze Grocholského a udržoval těsné styky s Leonem Bilińskim.
Po smrti Grocholského se stáhl z politického života. Usadil se v dědičné rodové vsi Didylivě (Dziedziłów). Zemřel v září 1911.